# Alma gemela (álbum)
Alma Gemela es el cuarto álbum de estudio del trio femenino pop Flans, lanzado al mercado por Fonovista Records el 30 de noviembre de 1988. Para la grabación de este disco, Mildred Villafañe, representante y dueña de Flans, buscó cobijar al grupo con el equipo de producción de Roberto Colombo, logrando traer a los compositores que en ese momento trabajaban con Miguel Bosé. También colaboran con sus letras Paulina Carraz y Memo Méndez Guiu.
Esta producción marca un cambio en el grupo, pues dejan de lado el estilo juvenil que les caracterizó en los primeros discos, dando paso a un estilo maduro y poético, donde también muestran las voces de Ilse, Ivonne y Mimí más estudiadas y un mejor juego de coros. El primer sencillo del disco fue «Tiraré» lanzado a finales de 1988 y los temas «Alma Gemela», «Los Salvajes», «Giovanni Amore» y «No Soy Tan Fuerte» llegan a los primeros lugares de popularidad, logrando otra certificación, de nuevo un disco de platino. Son invitadas a participar en el Festival Mundial Popular de la Canción Yamaha en Tokio, Japón en este mismo año, para lo cual grabaron una versión en inglés del tema "Alma Gemela" llamada "Twin Soul", pero no pudieron asistir debido al mal estado de salud del emperador japonés. En 1989 volvieron a estar entre "Los 15 grandes de Siempre en Domingo".

## Lista de canciones
| Alma gemela (Edición en CD) |                                        |                                                                             |             |  |
| N.º                         | Título                                 | Escritor(es)                                                                | Duración    |  |
| 1.                          | «(Introducción: Alma mía) Alma Gemela» | (María Grever) P. Carranza, Memo Méndez Guíu                                | 0:25 & 3:50 |  |
| 2.                          | «Detrás de tu silencio»                | A. Filio, G. Vanni                                                          | 4:58        |  |
| 3.                          | «La única estrella»                    | S. Stellita, Miguel Bosé, S. Cossu, C. Marrale                              | 4:22        |  |
| 4.                          | «La historia de David»                 | Mildred Villafañe, L. Gonzaleaz de Cossio, G. Vanni, P. Acosta, C D'onofrio | 4:48        |  |
| 5.                          | «Tu y yo»                              | Mildred Villafañe, L. Carboni                                               | 3:32        |  |
| 6.                          | «No soy tan fuerte»                    | Mildred Villafañe, L. Carboni                                               | 4:49        |  |
| 7.                          | «Giovanni Amore»                       | I. Hernández, L. F. Ferrairo, M. Grilli                                     | 3:41        |  |
| 8.                          | «Los salvajes»                         | M. Barriuso, María del Pilar Gil, R Mazuela, Ignacio Cano                   | 3:32        |  |
| 9.                          | «Tiraré»                               | Mildred Villafañe, G. Vanni, P. Acosta                                      | 4:43        |  |
| 10.                         | «Meditación»                           | Memo Méndez Guíu                                                            | 4:52        |  |

- Datos: Q5669586